# مارتین میلنر
مارتین میلنر (انگلیسی: Martin Milner؛ زادهٔ ۲۸ دسامبر ۱۹۳۱ – درگذشته ۶ سپتامبر ۲۰۱۵) یک هنرپیشه اهل ایالات متحده آمریکا بود.

## فیلم‌شناسی
- زندگی با پدر (۱۹۴۷)
- شن‌های آیو جیما (۱۹۴۹)
- شهر در اسارت (۱۹۵۲)
- ام را به نشانه مرگ بگیر (۱۹۵۴)
- آقای رابرتس (۱۹۵۵)
- فرانسیس در نیروی دریایی (۱۹۵۵)
- بوی خوش موفقیت (۱۹۵۷)
- میز (فیلم) (۱۹۵۷)
- جدال در اوکی کرال (۱۹۵۷)
- سیزده روح (۱۹۶۰)
- آرام‌بخش (۱۹۶۷)

## مرگ
در ۶ سپتامبر ۲۰۱۵، میلنر در سن ۸۳ سالگی بر اثر نارسایی قلبی در خانه خود در کارلزبد، کالیفرنیا درگذشت. بقایای او سوزانده شد.